# علاء بشير
علاء بشير فنان تشكيلي وطبيب عراقي مُختص في الجراحة التقويمية والتجميلية.

## حياته
ولد في عام 1939 في العراق، وبعد إكمالهِ لدراستهِ الأولية والثانوية أكمل دراسته في كلية الطب في جامعة بغداد وتخرج منها عام 1963. ثم حصل على شهادة الاختصاص بالجراحة التقويمية - التجميلية في سنة 1972 من بريطانية.
ابرز ما تخصص به في مجال الطب هو إعادة الأطراف المبتورة منذ بداية عقد الثمانينيات في القرن العشرين. ولقد ذاع صيته بعد أن أجرى عملية جراحية أعاد فيها يداً مقطوعة، بآلة حادة في سنة 1983، في مستشفى الطوارئ (الواسطي - حالياً) في بغداد. كذلك ساهم بمعالجة المتضررين من حروق وتشوّهات أثناء الحرب العراقية الإيرانية منذ سنة 1980 ثم كذلك أثناء وبعد حرب الخليج الثانية حتى سنة 2004 بعد انحطاط الاستقرار الأمني في العراق عقب الغزو الأمريكي للعراق في نيسان 2003.

## عضويات
- عضو جماعة الانطباعيين العراقيين (سابقاً) منذ سنة 1958.
- عضو جمعية التشكيليين العراقيين منذ عام 1958.
- عضو نقابة الفنانين العراقيين منذ عام 1972.
- عضو الرابطة الدولية للفنون التشكيلية.
- عضو جمعية الأطباء العراقيين.
- عضو جمعية الفنانين التشكيليين في نوتنكهام (بريطانيا).

ويُعتبَر الفنان والطبيب علاء بشير أحد المُتخصصين البارزين في جراحة التجميل في العراق والشرق الأوسط منذ سبعينيات القرن العشرين.

## الفن
خاض علاء بشير تجربته الفنية الأولى برسم اللوحات الانطباعية في خمسينيات القرن العشرين ثم تغيّر الأسلوب الفنّي تدريجياً في نهاية الستينيات ليُعانق السريالية (فوق الواقعية).
اللوحات الزيتية

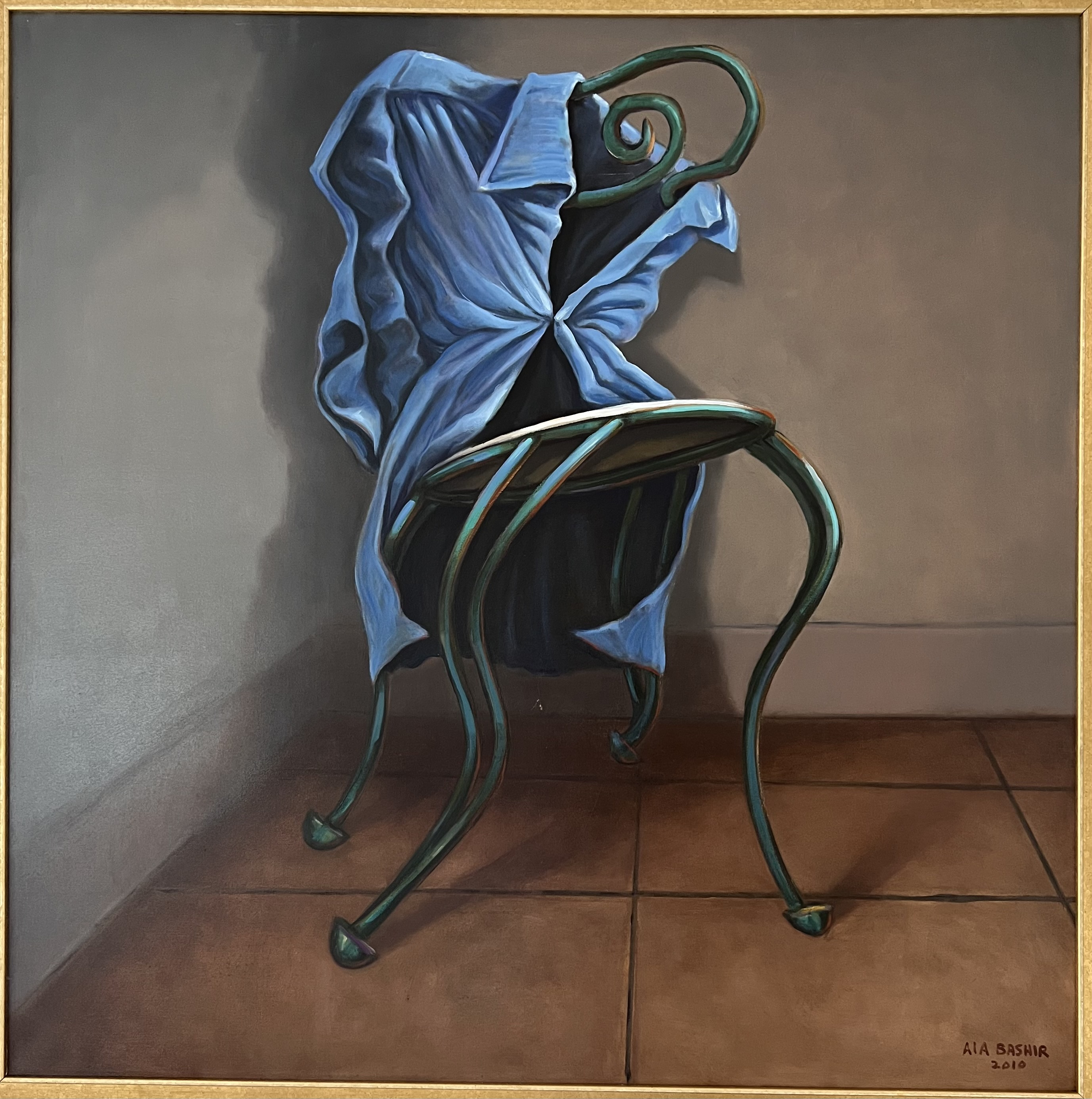
Memories Of Chairs - “Reflection”. 2010 Oil On Canvas 130X120 cm

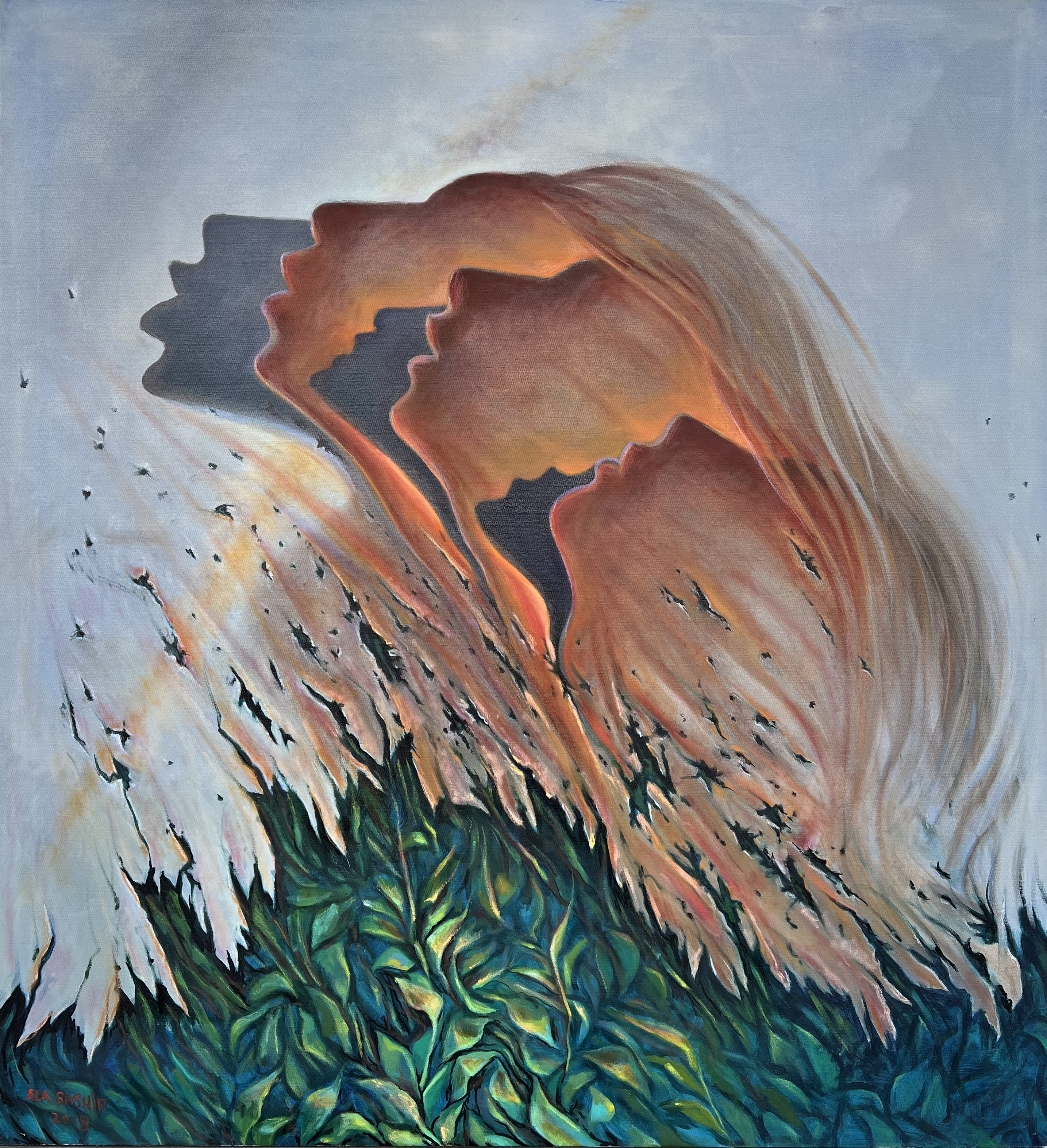
Oil On Canvas by Ala Bashir

يستخدم الفنان علاء بشير، في الغالب، القماش والألوان الزيتية كأدوات للرسم، (Oil Painting)، ونادراً ما يستعمل ألوان الأكلريلك.
تتميز رسومه السريالية بالفضاء الواسع والتدرّجات اللونية (للإيحاء بالعمق والمسافات المكانية أو الزمانية) وتسليط الضوء على اشكال غير واقعية أو خيالية متواجدة مع اجسام واقعية. قد تتداخل، بانسجام موضوعي، بعض الرموز المادية الصغيرة بطريقة طارئة مع التكوينات الرئيسية الغير حقيقية ولكن مع تباين لوني، كخطوط مستقيمة متقاطعة أو متوازية تتجاور مع الشكل المحوري في اللوحة.

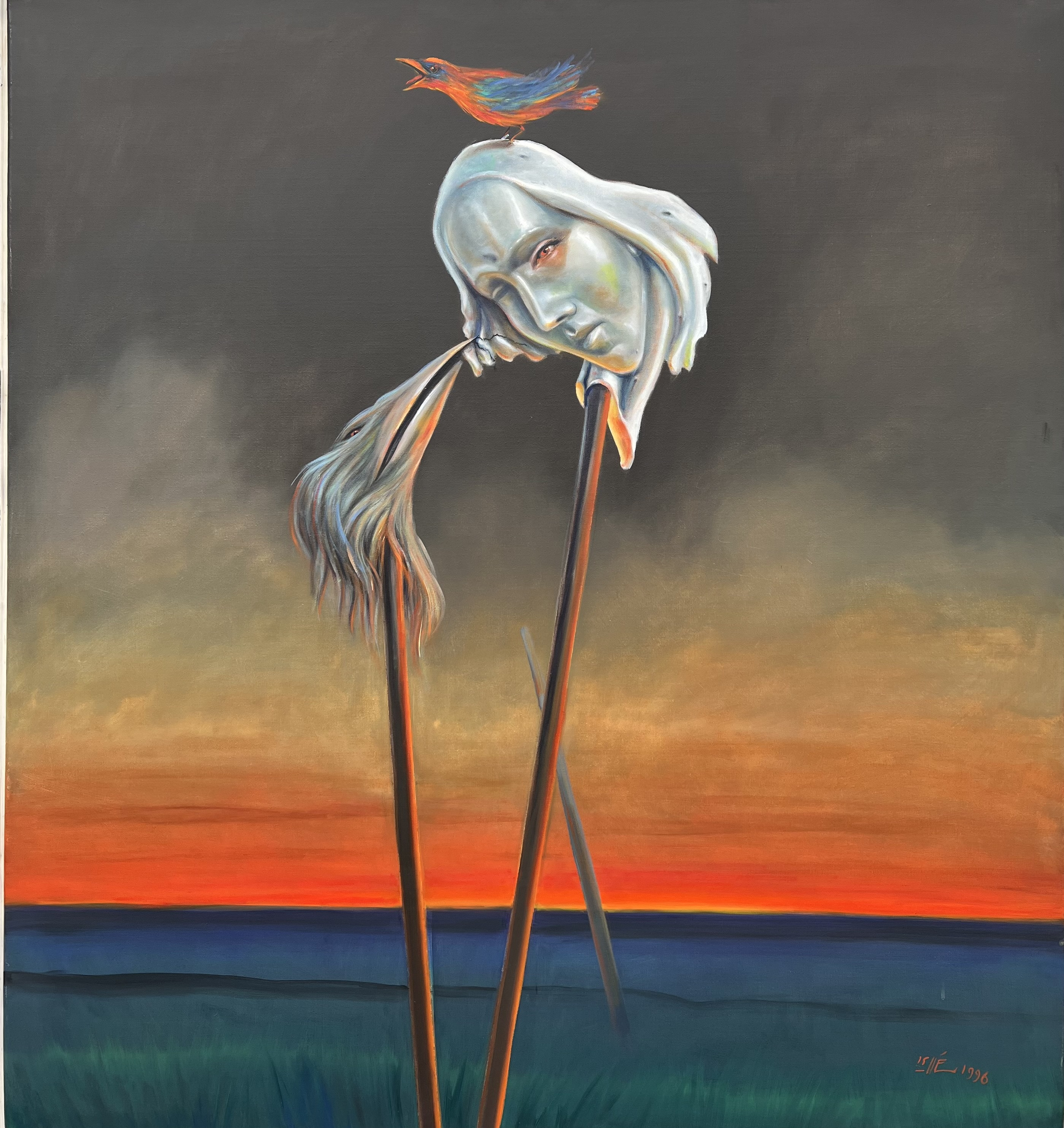
Oil On Canvas by Ala Bashir

انّ معظم الاشكال السريالية، في لوحات علاء بشير، تتكوّن من سطوح ملساء أو نسيج ناعم الملمس وقد يتم تحديد خاصية التركيب المادي لبعض اجزاء التكوين اللاواقعي باستخدام الوان معينة فيمكن ان تتحوّل بذلك البنية المرنة إلى جسم صلب مصقول السطح، ذي بريق معدني، بعد إضافة الوانٍ فاتحة بعنايةٍ فنية.

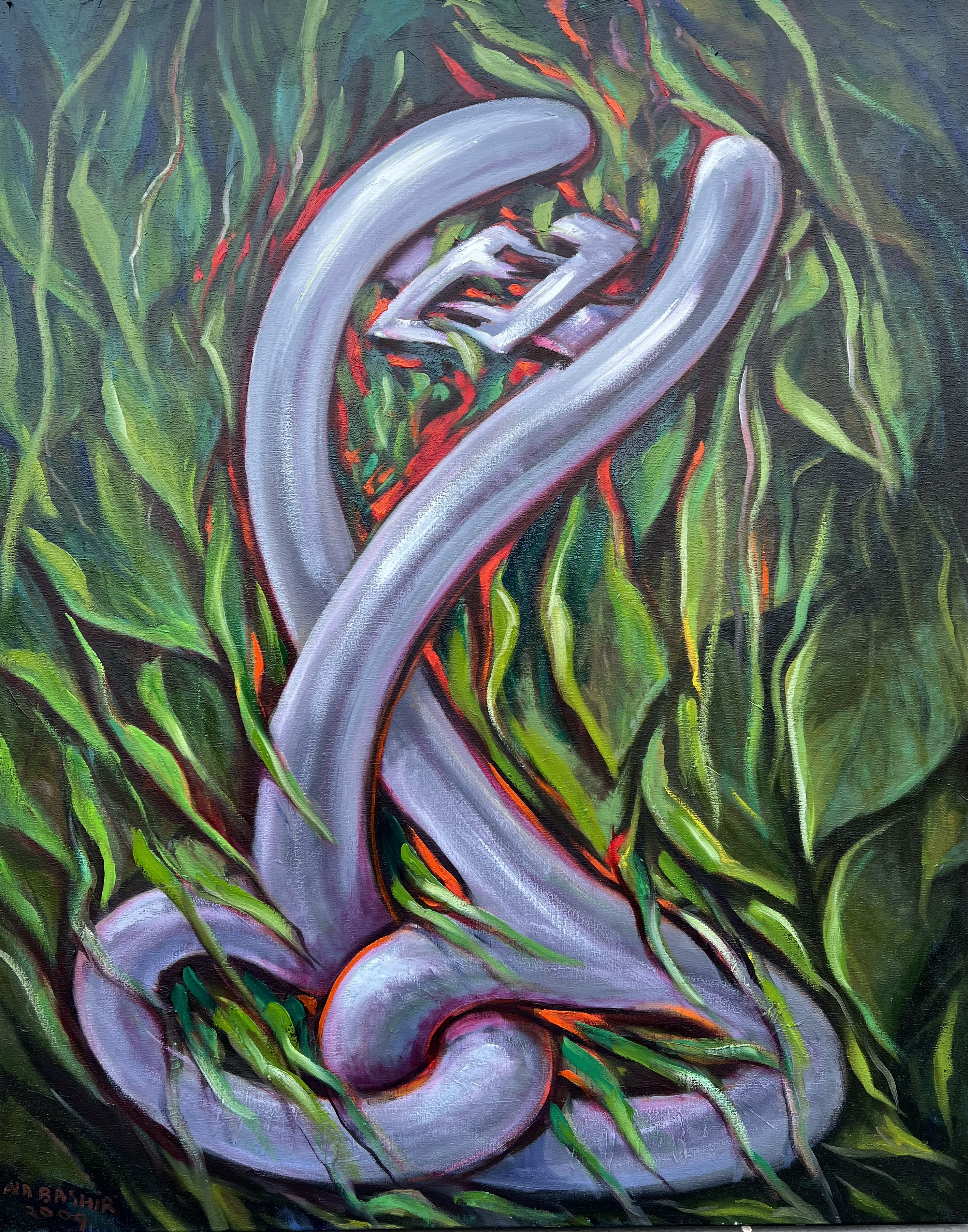
Security Is Love. Oil On Canvas. 2010. by Ala Bashir

و يُشير الكاتب حسب الله يحيي إلى إحدى الخواص الفنية التي تتميّز بها لوحات الفنان بشير وهي خاصية إلقاء الضوء على شخصيات اللوحة؛ «أول ما يلفت النظر إلى لوحات معرض د.علاء بشير كيفية تعامل الفنان مع الضوء، ذلك إنك تحس بقعة الضوء لماعة، مؤشرة، منطلقة بالتمام من مصدرها الضوئي، غير أنك لا تجد الضوء الحقيقي - النبع - إلا في خيالك - فالفنان علاء بشير يجعلك تحس بالضوء تماما. لكنه لايضيء المكان عبر هذا الضوء، إنه مصدر يحدده بالنافذة، والمصباح، والأفق.. ويجعلك علي تماس مع هذا العالم.. إلا أن شخصياته تضيء هي الأخرى. إنها مصدر آخر للضوء، إنها وعي الإنسان في حياة مضيئة، إنها السمة الخلاقة لعالم بشري لايغيب. والبشر في لوحات علاء بشير منشغلة بنفسها..»
الرسوم التخطيطية

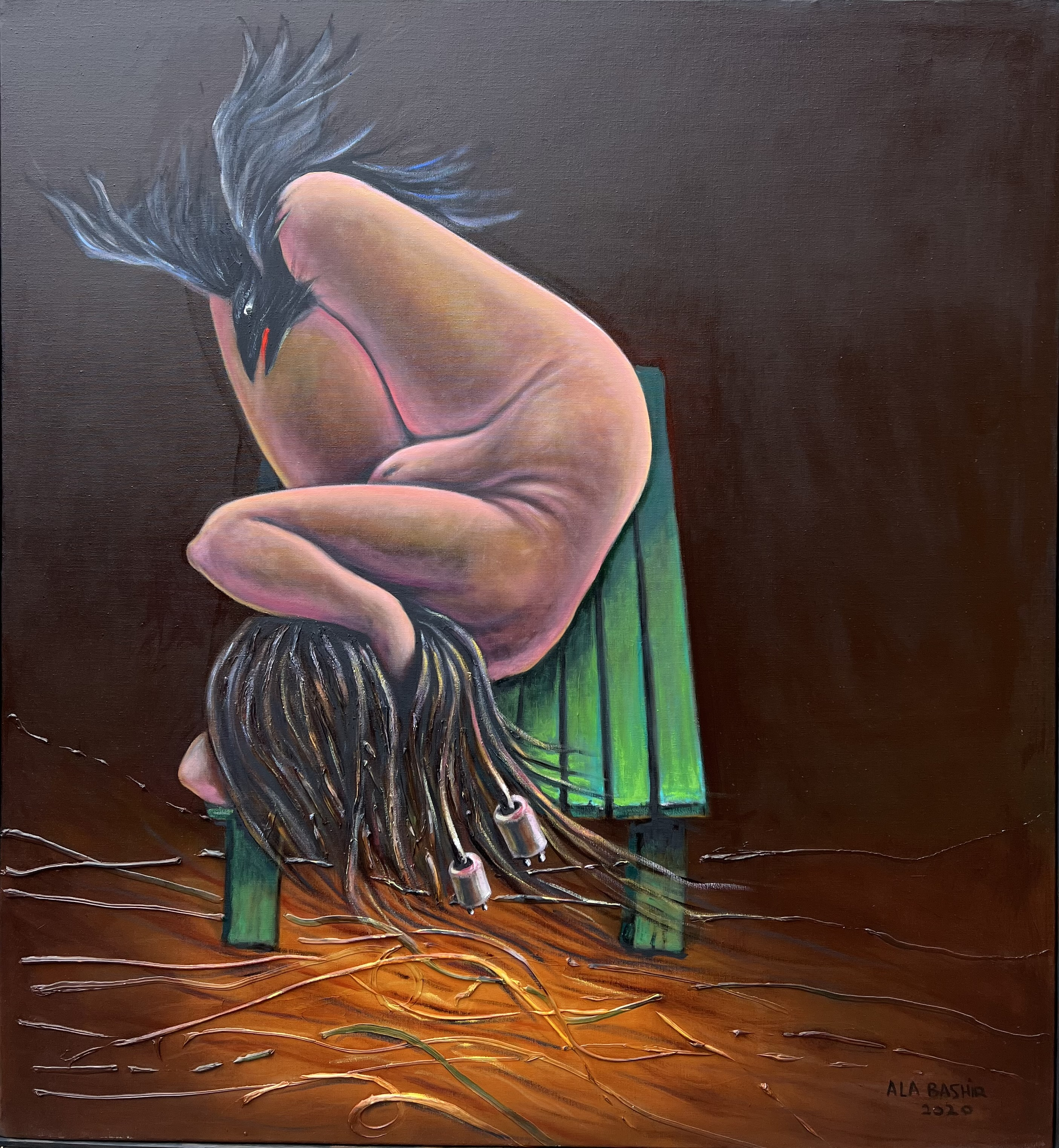
Hindsight. Oil On Canvas. 1999. by Ala Bashir

كذلك هنالك الرسوم التخطيطية (Sketches) التي تمتاز، عادةً، بارجحية استخدام الحبر الأسود والورق الأبيض (مُختَلف الأبعاد).

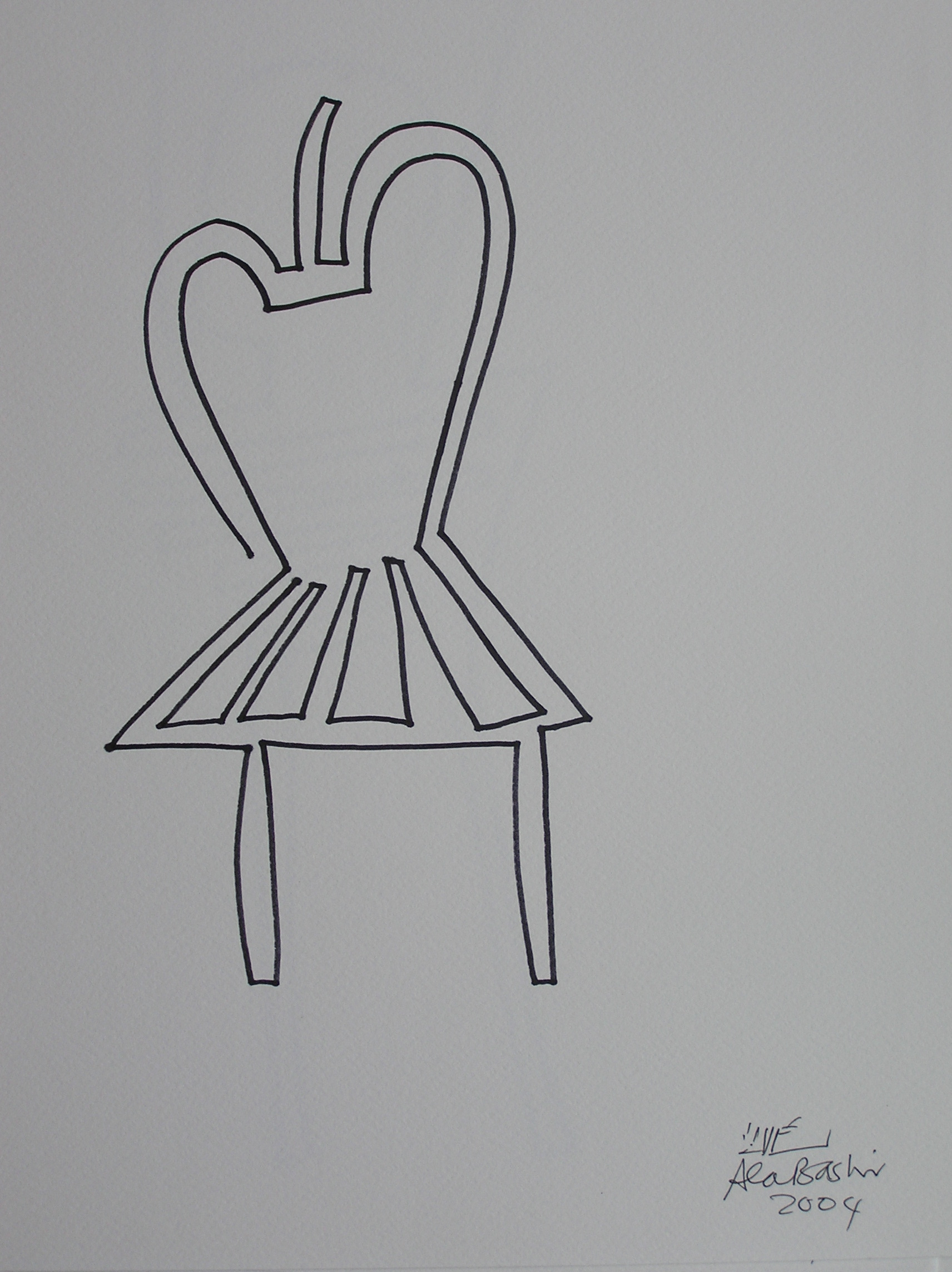
كرسي وتفاحة - رسم تخطيطي للخط المنفرد للفنان علاء بشير

تتصف معظم تخطيطات الفنان علاء بشير بالتعبير الرمزي والموضوعية وغالباً ما تكون متجرّدة من ارضية ثابتة أو محسوسة يستقر عليها تكوين الفكرة.
انّ من الجديرِ بالذكر هو اقامته لمعرض (حبر على ورق)، في عام 1998، الذي شَمَلَ رسوماً تخطيطية أُنجِزَ كلٍ منها بجرة قلم واحدة والبعض الآخر نُفِّذَ بأسلوب الخط المنفرد، بمعنى أن الخط لا يمر ثانية على الجزء نفسه من اللوحة. وكان قد تناول في معرض «حبر على ورق» موضوع الإنسان وادراكه للكلمات والمعاني. انّ مما يلفت الانتباه في ذلك المعرض هو استخدام اشكالٍ رمزية متنوعة كالكرسي، السمكة، التفاحة وكذلك الاستعارة من الاساطير البابلية والإغريقية كالجسد الهجين بين الإنسان والثور.
و في سنة 2009 أقام الفنان بشير معرض للرسوم التخطيطية، سُمّي تغيرات خط منفرد، اعاد فيه فكرة الخط المنفرد ولكن مع استعراض مُبتَكر لِعامل الزمن. حيث يتغير شكل الخط المنفرد الواحد، في كل لوحة، بدءا من البسيط إلى الاشكال ذات التكوين المُعقّد وذات المضمون العميق كالتفاحة أو الكرسي ومضمون الإغراء. يتمحور هذا المعرض للتخطيطات حول فكرة انقضاء الزمن حول خط واحد دون أي تحديد للبُعد المكاني، مُطلق المكان. الخط الواحد في ذلك المعرض يُمثل تطوّر وتنوّع الأفكار، الإدراك، الإغراء أو الغريزة عند الإنسان دون استثناء لهوية عِرقية.

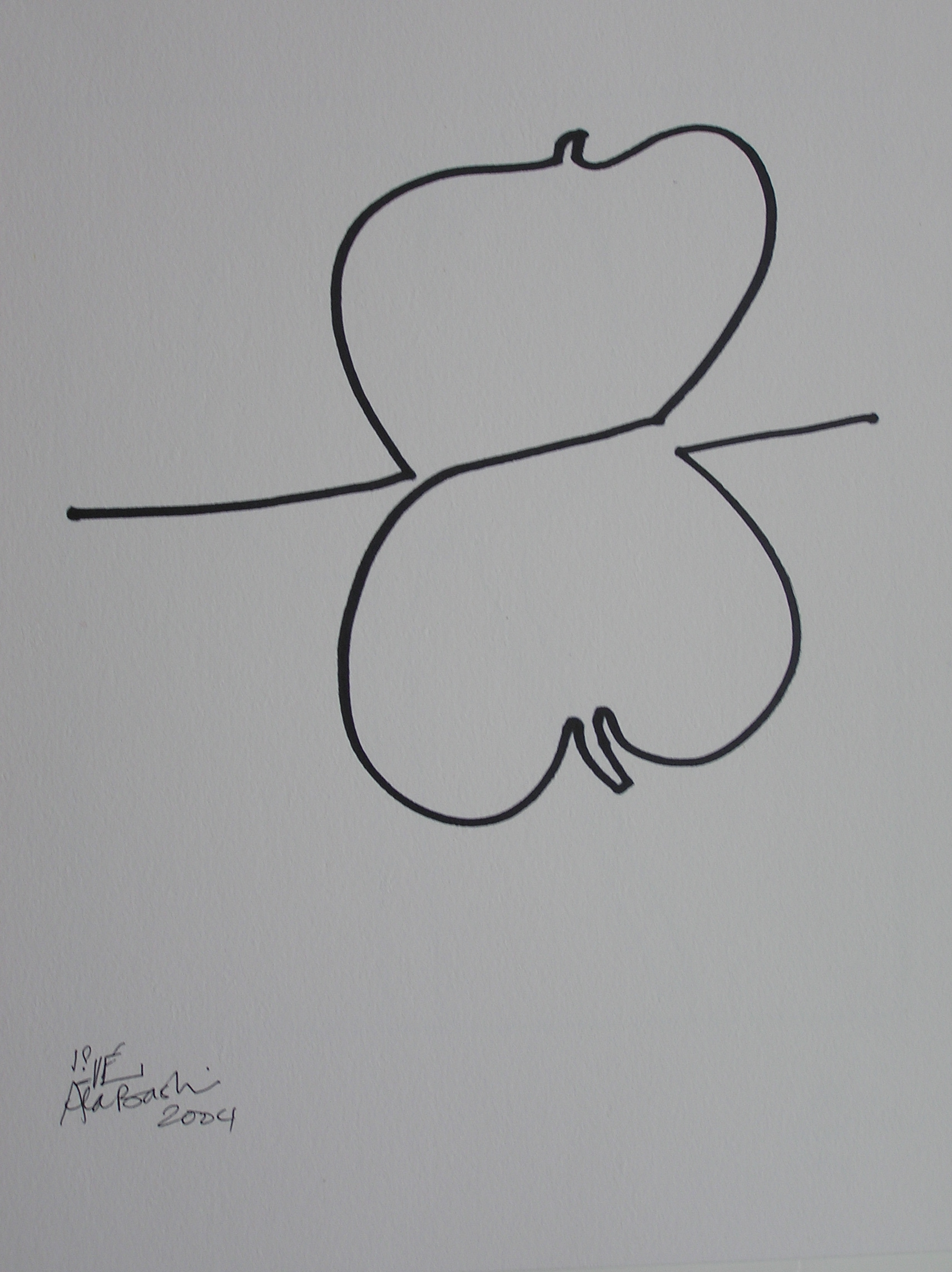

إنّ المواضيع التي تحملها اللوحات والتخطيطات، في الغالب، تكون مستوحاة من الواقع المحيط بالفنان الذي يمتزج مع فكرة منشأ الصراع بين الخير والشر. وهذه الفكرة بدورها تبلورت حتى تبنّت صُوَراً مقتبسةً من الواقع المادي. هذه الاستعارة من الحقيقة امتدت لتشمل الغراب، التفاحة، كرسياً، مفتاحاً أو اجساماً متموجة ومائلة أو ملتويه. قد تجتمع كل هذه المكوَّنات في لوحة واحدة، مفصولة عن بعضها البعض بمسافات متفاوتة، لتُشكّل كل ما يمكن إدراكه بالبصيرة من حب وكراهية وانتظار وغريزة وحياة وموت. لا ينفصل فن علاء بشير منذ سنة 1968، عن جوهر الإنسان ونِزاعاته في الحياة.
الأعمال النحتية
في مطلع عام 1990 ابتدأ الرسام علاء بشير بتجربة جديدة في مسيرته الفنية وهي النحت على طين الفخار. استخدم الطين لتجسيد الرموز التعبيرية والمظاهر السرياليه وجعْلِها نماذجاً ملموسة وقريبة أكثر للإدراك الحسّي.
لقد إتسمت الأعمال النحتيه بإظهار بعض التفاصيل التشريحية من جسم الإنسان، في الرأس أو في الوجه أو اليد، مع استخدام أسلوب المبالغة في استعراض وضعيتها أو حالتها. إن ذلك هو النهج الُمُتّبع لدى النحّات علاء بشير في الغالب. هنالك بعض الأعمال النحتية قد اكتملت بعد إضافة اجسام حقيقية عليها على نحوٍ غير مُنظّم، كإضافة شَضِيّة قذيفة (من مخلّفات الحرب في عام 1991) على التكوين الطيني قبل ادخالها في الفرن.
سخّرَ الطبيب علاء بشير خاصية الطين المرنه لتجسيد أفكاره السرياليه بحرية ليكشف بذلك عن اّلام ومعاناة الإنسان الحقيقية، في زمنٍ مُطلق، التي يَتعذر على جرّاح التقويم ان يُفسِّرها أو يعالجها، فلهذا السبب قد تتجلّى بعض الهيئات المُشوّهه أو التشكيلات الغريبة وقد تكون في وضعية غير واقعية.
أُقيم أول معرض له للنحت على طين الفخار سنة 1992 الذي اسماه (أفكار من تراب) والذي ضمّ كل القطع النحتية التي تتميّز بالطابع السريالي.

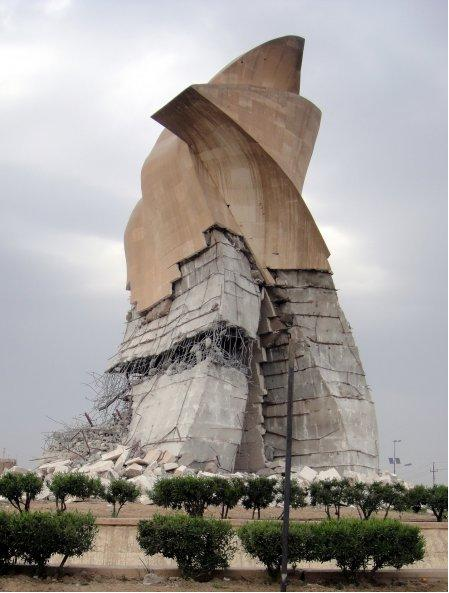
نصب ساحة اللقاء في بغداد من المعالم المشهورة للفنان علاء بشير والذي هدم بعد عام 2006 بأمر من الحكومة العراقية لإزالة معالم النصب والتماثيل للنظام السابق والصورة أثناء عملية الهدم

في عام 2000، تمّ اختيار أحد الأعمال النحتية نموذجاً لإنشاء نصب كبير في غرب العاصمة بغداد، وهو يُدعى (اللقاء). يتمَثّل نحت اللقاء (النصب) بكتلتين حَجَريّتين مستطيلتين، تكون مُتقابلتين ومُلتصقتين من الجزء العلوي مع انحناءات تُوحي بالعناق الحميم وهو ما يُمثِّل بالأساس عِناق امرأة ورَجُل. في شباط من سنة 2010 تم تهديم نصب اللقاء بعد إصدار ديوان الرئاسة العراقية قانون بتهديم النُصُب والتماثيل المُشيّدة قبل احتلال العراق في 2003 ولم تتقدّم أي جهة رسمية أو حكومية ببيانٍ لتفسير أسباب تدمير نصب اللقاء بعد ذلك.
انّ من الأعمال النحتية الأخرى هو (الصرخة)، التي اوحت إلى بناء نصبٍ كبير، وهو ما يُمثّل حادثة ملجأ العامرية أثناء حرب الخليج الثانية في شباط من عام 1991. حيث تعرّض ذلك الملجأ للقصف والتدمير من قبل القوات العسكرية الأمريكية مما اودى بحياة جميع المدنيين العراقيين اللاجئين في داخله. وقد تمّ بناء النصب في سنة 2002 في منطقة العامرية في غرب بغداد وقرب موقع الملجأ المدني. يتَمَثّل هذا العمل النحتي بإظهار رأس إنسان من بين قوالب حجرية متينة محيطة به وتكون بَشَرَة الوجه مشدودة بإفراط قاسٍ مع معالم سطحيه متوتّرة كثيرة الظلال، اما تكوين الفم فيُوحي بصرخة متصلّبة أزلية. انّ المشهد الكلّي لهذا العمل النحتي يُثير الرعب في النفس ويحرّك المشاعر نحو مدى العُسْر الذي مرّ به الشعب العراقي آنذاك. ومن ناحية أخرى فإنه يطبع في الذهن مرارة مِحنة شعب مستمِرّة.

## شارك في المعارض التالية
- (1958 - 1980) معارض جمعية التشكيليين العراقيين.
- (1958 - 1968) معارض جماعة الانطباعيين العراقيين.
- 1958 المعرض الذي أقيم في النادي الأولمبي بعد ثورة 14 تموز.
- 1961 معرض مشترك مع الفنان سعدي الكعبي.
- (1974 - 1975) معرض مشترك مع أربعة فنانين من البصرة.
- (1974 - 1976) معارض السنتين العربي في بغداد – الرباط.
- 1975 معرض الرابطة الدولية للفنون التشكيلية (ضد التمييز العنصري).
- 1977 الفن العراقي المعاصر المتجول في بون، باريس ولندن.
- 1978 ترينالة الهند.
- 1976 - 1982 معارض الفنون التشكيلية داخل وخارج القطر.
- 1979 معرض التخطيطات لمنطقة البحر الأبيض المتوسط في تونس.
- 1980 معرض شخصي على قاعة الرواق - بغداد.
- 1980 معرض بغداد الدولي للملصقات في لندن.
- 1981 معرض مشترك مع الفنان محمد مهر الدين.
- 1982 معرض بغداد الدولي للملصقات في باريس.
- 1984 معرض شخصي على قاعة الرواق - بغداد.
- 1986 معرض بغداد الدولي الأول - بغداد.
- 1988 معرض بغداد الدولي الثاني - بغداد.
- 1987 كان سور مير - فرنسا.
- 1992 (افكار من تراب) - معرض شخصي للنحت عى طين الفخار في مركز الفنون التشكيلية - بغداد.
- 1994 (حوار اليقظة) - معرض شخصي للوحات الزيتية - بغداد.
- 1995 (محنة الإنسان) - معرض شخصي للوحات الزيتية - بغداد.
- 1997 (ظلال الحقيقة) - معرض شخصي للوحات الزيتية - بغداد.
- 1998 (حبر على ورق) - معرض شخصي لاكثر من مائتي تخطيط على الورق مع هيكل من حديد البناء (الشيش)- بغداد.
- 1999 معرض للوحات الزيتية - باريس.
- 2006 معرض شخصي للوحات الزيتية واعمال نحتية - نيو هيفن.
- 2009 (تغيرات خط منفرد) - معرض شخصي للتخطيطات على الورق، يضم رسوم تكوينات مختلفة بواسطة خط واحد منفرد - نوتنغهام.
- 2010 (مفاتيح) - معرض شخصي للوحات الزيتية - نوتنغهام.
- 2011 (ذاكرة كراسي) - معرض شخصي للوحات الزيتية وتخطيطات - نوتنغهام.

## جوائز تقديرية
- جائزة تقديرية في معارض السنتين (بينالة) العربي في الكويت / 1980.
- جائزة المرتبة الثانية في معرض الملصقات الدولي / باريس / 1982.
- الجائزة الأولى في معرض بغداد الدولي / بغداد / 1988.
- جائزة الإبداع في الفنون التشكيلية / بغداد / 1997.
- وسام العلم / بغداد / 1999.

```
جائزة صدام / 2002/2003
```

## وصلات خارجية
- علاء بشير على موقع أرشيف الشارخ.
- حوار تشكيلي مع الحرية والكتابة: كتاب نقدي عراقي عن تجربة الفنان والطبيب علاء بشير - جريدة الشرق الأوسط
- فنّ علاء بشير: بعض مراجعه الصامتة وتلك التي لا تصمت للكاتب عبد الرحمن طهمازي
- علاء بشير - لوحات تبوح باللوعة والمحنة والمرض. للكاتب: حسب الله يحيي
- علاء بشير يحتفي بالتخطيط ويعود إلى أصوله الأولى بعيداً عن اللون - جريدة الشرق الأوسط